# Andries van Eertvelt
Andries van Eertvelt lub Andries Ertvelt (ur. 25 marca 1590 w Antwerpii, zm. 1652, tamże) – flamandzki malarz, rysownik i grafik, marynista, pierwszy artysta flamandzki specjalizujący się w tematyce morskiej.
W 1609 lub 1610 został przyjęty do gildii malarzy antwerpskich; działał w niej do 1627 roku. W latach 1628–1630 przebywał w Genui, gdzie pracował dla malarza i rysownika Cornelisa de Waela. W 1630 roku powrócił do Antwerpii. Jego uczniami byli Gaspar van Eyck, H. Minderhout, Bonaventura Peeters i M. van Plattenberg.
Głównym tematem jego obrazów były statki walczące ze sztormem, m.in. Bitwa na morzu podczas sztormu, Sztorm na morzu (1662–1665) Muzeum Narodowe we Wrocławiu) oraz (po powrocie z Włoch) widoki południowych portów nad spokojnym morzem. Posługiwał się głównie zielonkawymi, brunatnymi i czarnymi tonami oraz bielą do przedstawienia światła.